# Uber (bedrijf)
Uber is een onderneming die bemiddelt tussen reizigers en aanbieders van personenvervoer in verschillende landen. Het bedrijf verbindt via zijn mobiele app klanten in 72 landen met officiële taxichauffeurs, maar ook met privéchauffeurs. Uber berekent daarvoor een commissie van 27% van de ritprijs (exclusief btw) en verdient aan het gebruik en de doorverkoop van de verkregen persoonsgegevens.
In verschillende steden kwamen officiële taxichauffeurs in protest tegen de concurrentie door privépersonen die veelal niet over de vereiste vergunning, opleiding en veiligheidsvoorzieningen beschikken.

## Activiteiten
Veruit de belangrijkste activiteit is het regelen van personenvervoer. Via de Uber-app worden klanten in contact gebracht met taxichauffeurs. Dit onderdeel levert veruit de grootste bijdrage aan de omzet, in 2024 was dit iets meer dan de helft. Uber krijgt ongeveer 27% van de totale omzet die de chauffeurs genereren.
Twee andere activiteiten zijn Uber Delivery en Uber Freight. Uber Eats bestaat sinds 2015. Het maakt zelf geen maaltijden, maar heeft relaties met 220.000 restaurants die voor de thuisbezorging gebruikmaken van Uber Delivery. In 2024 leverde Uber Delivery een omzetbijdrage van US$ 20 miljard. Uber Freight brengt bedrijven met vracht in contact met transportbedrijven op een vergelijkbare wijze als Uber regelt voor personen. Deze activiteit realiseerde een bescheiden omzet van US$ 1,3 miljard in 2024 en is nog verlieslatend.
Per 31 december 2023 had het 30.400 medewerkers (2020: 22.800).

### Resultaten
Het bedrijf is nog in opbouw en investeert veel geld in de groei van de activiteiten en leed tot 2022 verliezen. De winst in 2018 was voornamelijk het gevolg van buitengewone baten ter waarde van US$ 5 miljard. Deze baten werden behaald op de verkoop van activiteiten en de herwaardering van het belang in het Chinese bedrijf DiDi waarin Uber een aandelenbelang heeft van zo'n 15%. In 2022 werd het grote nettoverlies vooral veroorzaakt door grote afschrijvingen op de waarde van investeringen in andere bedrijven, zoals op Aurora (US$ 3 miljard), Grab (US$ 2,1 miljard), DiDi (US$ 1,0 miljard) en Zomato (US$ 0,8 miljard). De opvallend hoge nettowinst in 2024 is mede het gevolg van een grote incidentele belastingbate ter waarde van US$ 6,4 miljard.
| Jaar | Omzet          | Bedrijfs- resultaat | Netto- resultaat | Uitstaande aandelen (×miljoen) |
| Jaar | (×US$ miljoen) | (×US$ miljoen)      | (×US$ miljoen)   | Uitstaande aandelen (×miljoen) |
| ---- | -------------- | ------------------- | ---------------- | ------------------------------ |
| 2014 | 495            | −644                | −670             |                                |
| 2015 | 1995           | −1339               | −2688            | 409                            |
| 2016 | 3845           | −3023               | −370             | 412                            |
| 2017 | 7932           | −4080               | −4033            | 426                            |
| 2018 | 11.270         | −3033               | 997              | 443                            |
| 2019 | 14.147         | −8596               | −8506            | 1248                           |
| 2020 | 11.139         | −4863               | −6768            | 1753                           |
| 2021 | 17.455         | −3834               | −496             | 1896                           |
| 2022 | 31.877         | −1832               | −9141            | 1972                           |
| 2023 | 37.281         | 1110                | 1887             | 2036                           |
| 2024 | 43.978         | 2799                | 9856             | 2095                           |

## Geschiedenis
Uber werd in 2009 in San Francisco opgericht door Travis Kalanick en Garrett Camp. In juni 2010 konden inwoners van die stad voor het eerst gebruikmaken van de diensten die het bedrijf aanbood, op dat moment nog alleen een limousinedienst UberBlack. Later werden diensten als UberX (geen luxewagens), UberTaxi (gelicenseerde taxi's), UberSUV (grote auto's), UberLux (luxewagens) en UberPop (niet-gelicenseerde chauffeurs) geïntroduceerd, alle volgens hetzelfde principe: klanten kunnen een wagen vinden en boeken via de app, waarna de rit via een creditcard wordt betaald en klanten hun chauffeur een beoordeling kunnen geven.
In juli 2012 werd de dienst beschikbaar in Londen. In december van dat jaar kwam Uber ook naar Amsterdam, later volgden ook Rotterdam en Den Haag. In februari 2014 werd UberPop gelanceerd in Brussel, waarmee voor het eerst UberPop in een stad eerder gelanceerd werd dan andere Uber-diensten.
In juni 2014 werd bij een financieringsronde US$ 1,2 miljard opgehaald, waarmee investeerders het bedrijf waardeerden op US$ 17 miljard. In juli 2014 was de dienst beschikbaar in 156 steden in 42 landen.
In februari 2018 startten Uber en het Russische bedrijf Yandex hun gezamenlijke diensten in Rusland en enkele omliggende landen. Uber bracht zijn eigen activiteiten plus US$ 225 miljoen in geld in een joint venture met Yandex. Uber heeft met 33,6% van de aandelen een minderheidsbelang, Yandex heeft een belang van 59,3% en de resterende aandelen zitten bij de medewerkers.
Op 10 mei 2019 kregen de aandelen Uber een notering op de New York Stock Exchange. Het was een grote beursgang en de markt waardeerde het bedrijf op zo'n US$ 80 miljard. De introductieprijs was US$ 45 per aandeel.
In 2021 werd Uber Advanced Technologies Group (ATG) verkocht aan Aurora. Dit betreft de activiteiten op het gebied van zelfrijdende auto's. Uber krijgt in ruil een aandelenbelang van ongeveer 26% in het niet-beursgenoteerde Aurora. Deze verkoop leverde in het jaar een boekwinst op van US$ 1,6 miljard. In hetzelfde jaar verkocht Uber ook 4,5% van het belang in MLU B.V., met Yandex als partner, en het hele belang in Yandex Self Driving Group B.V..

### Brussel
Op 25 februari 2014 werd UberPop gelanceerd in Brussel, waarmee voor het eerst niet-gelicentieerde chauffeurs werden uitgerold in een stad. Taxichauffeurs gingen in protest, met steun van minister van Vervoer Brigitte Grouwels, en op 15 april verbood een rechter de Uber-activiteiten in de Belgische hoofdstad op straffe van € 10.000 per overtreding. Eurocommissaris Neelie Kroes kon geen begrip voor het vonnis opbrengen, waardoor een kleine mediaoorlog tussen de twee bewindsvrouwen werd uitgevochten. Uber bleef ondanks het verbod zijn diensten aanbieden in Brussel.

### Amsterdam
Na de introductie van UberBlack in 2012 werd op 30 juli 2014 ook UberPop in Amsterdam gelanceerd. Omdat voor het aanbieden van taxidiensten een taxivergunning vereist is, meldde de Inspectie Leefomgeving en Transport nog diezelfde dag dat ze zou optreden tegen deze 'illegale snordersdienst'. Op 8 december 2014 heeft de voorzieningenrechter bij het College van Beroep voor het bedrijfsleven Uber verboden om door te gaan met UberPop. Eind september 2015 werden de kantoren van Uber in Amsterdam door de Inspectie Leefomgeving en Transport doorzocht. Uber was hierop voorbereid en had een kill-switch geïnstalleerd waarmee de IT-systemen en toegang tot internet platgelegd werden; de papieren administratie was al elders ondergebracht.

### Hacks
In mei 2014 werd in de computers van het bedrijf ingebroken, maar Uber meldde dit pas in februari 2015. In deze hack werden gegevens gestolen van meer dan 50.000 chauffeurs. In november 2017 werd een tweede grotere hack bekend. Uber heeft een jaar lang een hack verzwegen waarbij de gegevens van 57 miljoen klanten en chauffeurs waren gestolen. De hack-aanval was in oktober 2016. De hackers die erachter zaten, kregen van Uber 100.000 dollar om het stil te houden en om de data te vernietigen. Vanwege de herhaling dat Uber lang heeft gewacht met het publiekelijk bekendmaken van de hacks, zijn diverse Amerikaanse staten begonnen met strafrechtelijke onderzoeken naar Uber mede omdat een hack direct gemeld dient te worden.

### Travis Kalanick stapt op
Medio 2017 stapte de oprichter Travis Kalanick op. Als officiële reden werd genoemd een bootongeluk waarbij zijn moeder overleed en zijn vader in kritieke toestand in het ziekenhuis belandde. Onder zijn leiderschap is Uber sterk gegroeid, maar het bedrijf kwam ook veelvuldig in het nieuws vanwege allerlei misstanden. Er zou een verziekte machocultuur heersen waarin vrouwen geïntimideerd werden, er loopt een rechtszaak naar diefstal van technologieën, lokale overheden werden misleid met geheime computerprogramma’s en de chauffeurs van Uber waren ontevreden. Een video waarin hij een Uber-chauffeur op grove wijze de les leest ging viraal. Door alle negatieve berichtgeving was zijn positie als bestuursvoorzitter al geruime tijd onderwerp van discussie. Kalanick heeft nog zo'n 4% van de aandelen Uber in handen. Hij is opgevolgd door Dara Khosrowshahi.

### De Uber Files
In juli 2022 werd bekend dat het International Consortium of Investigative Journalists onderzoek deed naar aanleiding van de Uber Files. Deze documenten over het bedrijf werden gelekt, onder meer door voormalig chef-lobyist voor Europa Mark MacGann, aan The Guardian en vervolgens gedeeld met het consortium. Het datalek, dat herinneringen opriep aan andere schandalen zoals de Panama Papers of de Pandora Papers, wierp een licht op de – mogelijk ongeoorloofde – lobbypraktijken van het bedrijf in de periode 2013-2017.
In Nederland onderzochten Investico, Trouw en Het Financieele Dagblad de files. Uit dit onderzoek kwam onder andere dat Neelie Kroes lobbyde voor het bedrijf, terwijl dit 'in strijd was met de gedragscode voor oud-Eurocommissarissen'. Ook zou de Belastingdienst informatie-verzoeken uit andere EU-lidstaten hebben getraineerd (het Europese hoofdkantoor van Uber stond in Amsterdam) maar juist wel informatie hebben gelekt aan Uber betreffende belastingonderzoeken van verschillende EU-lidstaten. Uber zette software in als greyball-en (waarbij opsporingsambtenaren die een taxi aanvroegen een melding kregen dat er geen chauffeur beschikbaar was) en een kill-switch (die het eigen IT-systeem platlegde bij een inval door de autoriteiten).
In Frankrijk zou Emmanuel Macron, als Frans minister van Economie in 2014-2016, goede contacten hebben onderhouden met het bedrijf.  
In België werkten Knack, De Tijd en Le Soir mee aan het onderzoek. Daar spitste de aandacht zich vooral toe op de taxisituatie in Brussel. Uber zou er privédetectives hebben ingezet tegen Brusselse concurrenten Taxis Verts en Taxis Bleus, mystery shoppers die voor de overheid werkten hebben geïnfiltreerd, en gerechtelijke huiszoekingen gesaboteerd door het installeren van een kill switch, die bij een politie-inval alle gevoelige data (fiscale en sociale wetgeving) moest afschermen. Lobbyist Mark MacGann raakte naar eigen zeggen goed bevriend met Pascal Smet, die als Brussels minister voor Mobiliteit in de jaren 2014-2019 de hervorming van de taxiwetgeving in Brussel begeleidde. Na de bekendmaking drongen Brusselse politici aan op een parlementaire onderzoekscommissie.

### Bedrijfsmodel
Volgens kritische economen hanteerde Uber een bedrijfsmodel van "groei tot elke prijs", naar het voorbeeld van andere succesvolle startups, maar naliet een solide basis van productiviteit op te bouwen. Die groei werd geruggensteund door een zeer actieve lobbycampagne met onder meer voormalige president Obama’s topadviseurs David Plouffe en Jim Messina, en gefinancierd met 20 miljard dollar aan durfkapitaal. Die investeringen kwamen in de praktijk neer op een subsidie voor tarieven en dienstverlening. Dit werkte concurrentieverstorend en was uiteindelijk onhoudbaar, maar maakte de onderneming enorm populair bij passagiers die daardoor niet de volledige kostprijs van hun dienst hoefden te betalen.

### Platformverval
Volgens internetcriticus Cory Doctorow lijdt het platform aan "platformverval" (platform decay, beter bekend onder de Engelse schuttingterm enshittification): het afnemende gebruikersnut van een online omgeving veroorzaakt door hebzucht.
Het bedrijf wist door oneerlijke praktijken, zoals het aanbieden van ritten onder de kostprijs, een groot marktaandeel te verkrijgen in de taxibranche. Toen Uber eenmaal samen met concurrent Lyft een duopolie had, kondigde het bedrijf woekerprijzen aan voor zijn klanten.

### Handel in bezorgaccounts
Op sociale media floreert een handel in toegang tot bezorgersaccounts van onder meer Uber Eats. Veel maaltijdkoeriers maken gebruik van valse accounts, blijkt uit onderzoek van De Tijd in 2024.

## Rechtszaken en boetes
In verschillende landen is Uber verwikkeld in rechtszaken rond het statuut van de chauffeurs: volgens Uber zijn dat zelfstandig ondernemers, vakbonden houden vol dat het om werknemers gaat. In het Verenigd Koninkrijk en Frankrijk verloor Uber de ingestelde rechtszaken. In Nederland ging Uber op 13 september 2021 in beroep tegen een gelijkaardig vonnis.
In België besloot de Administratieve Commissie ter regeling van de Arbeidsrelatie (behorend tot de FOD Sociale Zekerheid) in 2020 een Uber-chauffeur op diens verzoek te herkwalificeren als werknemer. Uber vocht deze beslissing aan bij de Arbeidsrechtbank van Brussel, en kreeg daar in 2022 gelijk, waarna een beroepsprocedure volgde, tot het  Arbeidshof van Brussel op 13 juni 2025 de beslissing van de Commissie herstelde, en dus het werknemersstatuut bevestigde.
In januari 2024 kregen Uber Technologies Inc. en Uber BV een boete van € 10 miljoen van de Autoriteit Persoonsgegevens (AP). Het bedrijf heeft onvoldoende openheid van zaken gegeven over hoe lang het bedrijf gegevens van Europese chauffeurs bewaarde en naar welke landen buiten Europa deze werden doorgestuurd. Verder maakte Uber het chauffeurs moeilijk om hun privacyrechten uit te oefenen. De AP kwam in actie na klachten van 170 Franse chauffeurs via een Franse belangenorganisatie op het gebied van mensenrechten. Deze laatste diende een klacht in bij de Franse toezichthouder, maar die heeft de klacht doorgestuurd omdat het Europese hoofdkantoor van Uber in Nederland is gevestigd. Uber heeft bezwaar aangetekend tegen het besluit.
In augustus 2024 kreeg Uber een boete van € 290 miljoen voor het doorgeven van data van Europese chauffeurs naar de Verenigde Staten. Het is de hoogste boete die de AP tot nu toe heeft opgelegd. Uber stuurde onder meer identiteitsbewijzen, medische gegevens en locatiegegevens naar de Verenigde Staten zonder dat die gegevens volgens de AP goed beschermd werden. Uber gaat in beroep.